# Novothymbris cithara
Novothymbris cithara är en insektsart som beskrevs av Knight 1974. Novothymbris cithara ingår i släktet Novothymbris och familjen dvärgstritar. Inga underarter finns listade i Catalogue of Life.